# Educație medicală continuă
Educația medicală continuă (EMC) reprezintă totalitatea activităților planificate, de pregătire teoretică și practică, desfășurate de medici în vederea dobândirii sau îmbunătățirii nivelului de cunoștințe, abilități și atitudini profesionale, în scopul creșterii calității actului medical și nivelului de performanță în domeniul respectiv.